# 阿部忠秋
阿部忠秋（日语：／ Abe Tadaaki，1602年9月4日—1675年6月25日）日本江戶時代前期大名，下野國壬生藩藩主，後轉任武藏国忍藩藩主。阿部忠吉次子。德川家光時期擔任老中的職務。
家光去世後，發生浪人暴亂未遂事件（慶安事件），社會動盪不安。在此事件后，阿部忠秋反对采取驱逐浪人的做法，而是以促进就业为主导来稳定社会。此等见识和手腕被明治時代的歷史家竹越与三郎给予了“（酒井忠勝、松平信纲）等人皆非政治家之才，政治家之风、唯忠秋所独有”（《二千五百年史》）极高的评价。
忠秋编写了记述关原之战的史书《关原日记》（全5卷）。

## 略历
阿部忠吉次男，母亲是大须贺康高之女。长兄夭折后继承家督。当时名为正秋，宽永3年（1626年）拜领德川秀忠名讳一字，改名忠秋。正室是稻叶道通之女，继室是户田康长之女。曾有儿子夭折了，后来也没有再生过儿子，收伯父阿部正次之孙阿部正令（后改名正能）为养子。
宽永元年（1624年），继承父亲遗留下来的领地6000石。宽永3年（1626年）升为1万石的大名。宽永6年（1629年）增加5000石。宽永10年（1633年），转封小姓組番頭六人众（后来的若年寄）。宽永12年（1635年），转封壬生藩2万5000石老中。宽永16年（1639年），忍藩5万石。正保4年（1647年）6万石。宽文3年（1663年）8万石。宽文6年（1666年）老中退任。宽文11年（1671年）隐居。延宝3年（1676年）去世。
- 元和9年（1623年）、任丰后守。
- 元和10年（1624年）1月11日、父亲阿部忠吉去世。（2月30日改元宽永）
- 宽永10年（1633年）3月23日、成为六人众。
- 同年5月5日、就任老中。
- 宽永16年（1639年）1月5日、从壬生城转封忍藩主。
- 宽文6年（1666年）3月29日、老中退任。

## 轶事
因为有一个寺院的僧侣坚决不接受调迁到其他地方寺院的命令，于是松平信纲开始说服他。但是信纲有条有理地解释之后，那个僧侣越来越反抗调动的决定。后来阿部忠秋偶尔走过听到了那个僧侣说即使受到惩罚也不调迁时，回答他说把调迁作为惩罚。僧侣看出来丰后大人（忠秋）比知惠伊豆大人（信纲）更聪明，于是笑着接受了调迁的决定。
德川家光登上橹之后跟小姓们说“有敢从这里跳下的有奖赏”。小姓们都十分为难，家光不高心得说“去问问阿部丰后（忠秋），如果是他会怎么回答”。忠秋回答小姓说“下回主上再这么问的话，你就回答说如果有人能撑伞平安飞下去的话那就行。对于这种戏言能随机应变地回答，这是在主上之侧人的必须才能。”后来家光又问了同样的话，小姓们照忠秋教的回答了，家光很开心。（《夜谭随笔》）
正保二年十月，家光去神田桥外的镰仓河岸狩猎鸭子。家光命令在野鸭飞起的时候用小石头投掷，但是没有合适的石头。于是，从鱼铺拿了文蛤代替小石子。次日，听说了这件事的松平信纲说“对大人有用是那个鱼铺的荣幸，不需要付出文蛤的货款吧”。但是同席的忠秋说“对大人有用肯定是一种荣幸，可是商人用挣来的一点点钱来养活家族，大人做的事给商人带来了损失在政道上名誉受损了。”于是使之支付了货款。（《宽明日记》）